# Sivry-Rance
Sivry-Rance ist eine Gemeinde in der belgischen Provinz Hennegau.
Das Gemeindegebiet liegt im Tal der Thure und umfasst die Orte Grandrieu, Montbliart, Rance, Sautin und Sivry.

## Nachbargemeinden
Sivry-Rance grenzt im Norden an die Gemeinde Beaumont, im Osten an Froidchapelle, im Süden an Chimay, im Südwesten an Eppe-Sauvage sowie im Westen an die französischen Gemeinden Felleries, Clairfayts, Beaurieux und Hestrud.

## Marmormuseum
Im Ortsteil Rance befindet sich das Musée national du marbre, das nationale Marmormuseum, das dem ehemaligen Abbau eines rotbraunen Kalksteins (Marbre de Rance) in ortsnahen Steinbrüchen und überwiegend rotbraunen Variationen bei Philippeville gewidmet ist. Der Kalkstein von Rance entstand in der Zeit des oberen Devons (Frasnium). Diese Gesteine wurden in Belgien und in Frankreich für exklusive Zwecke verwendet. So wurde zum Beispiel das Marbre de Rance im Schloss Versailles für die Ausgestaltung der Spiegelgalerie (Galerie des Glaces) verarbeitet.

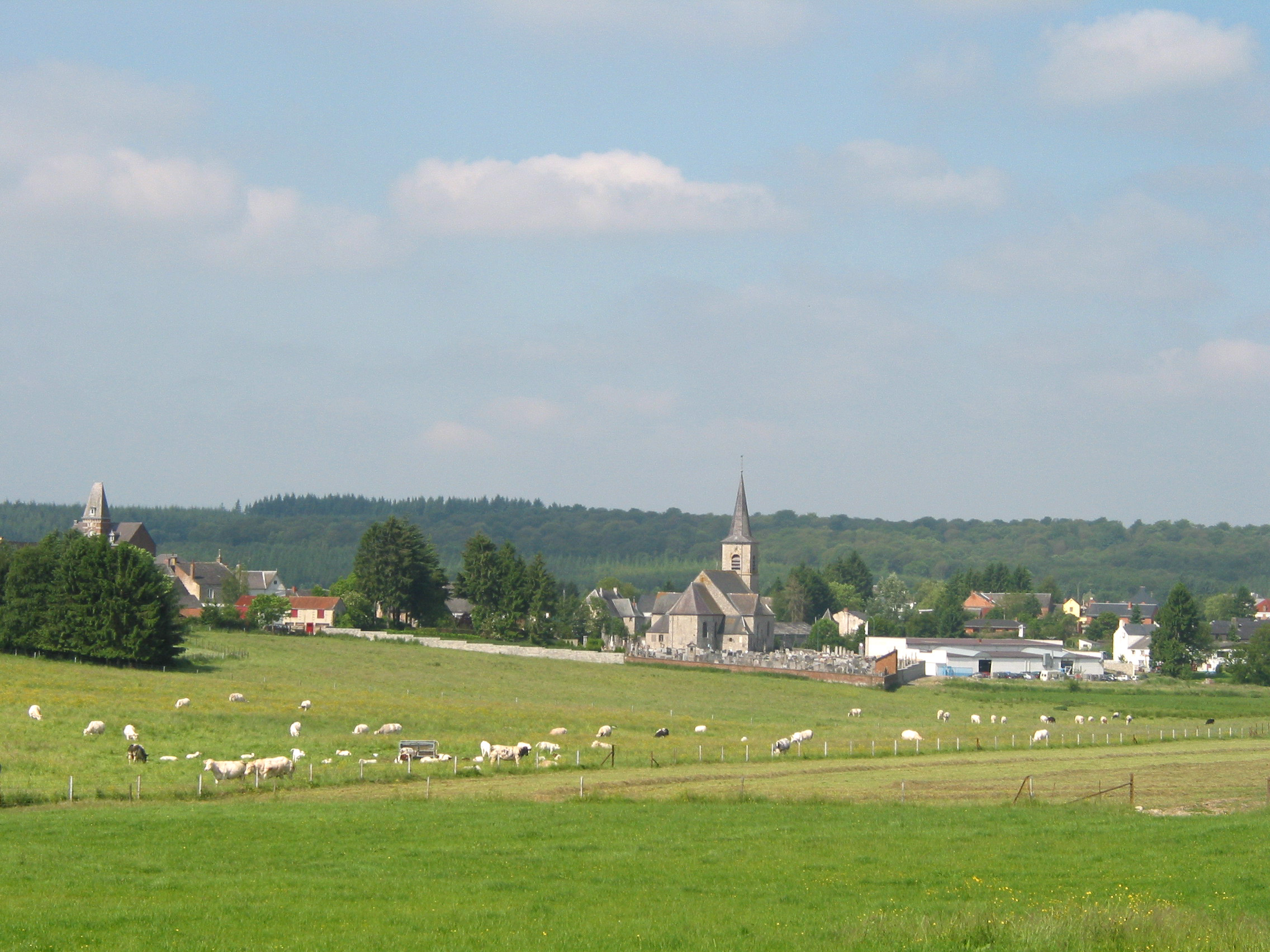
Ortsansicht von Rance
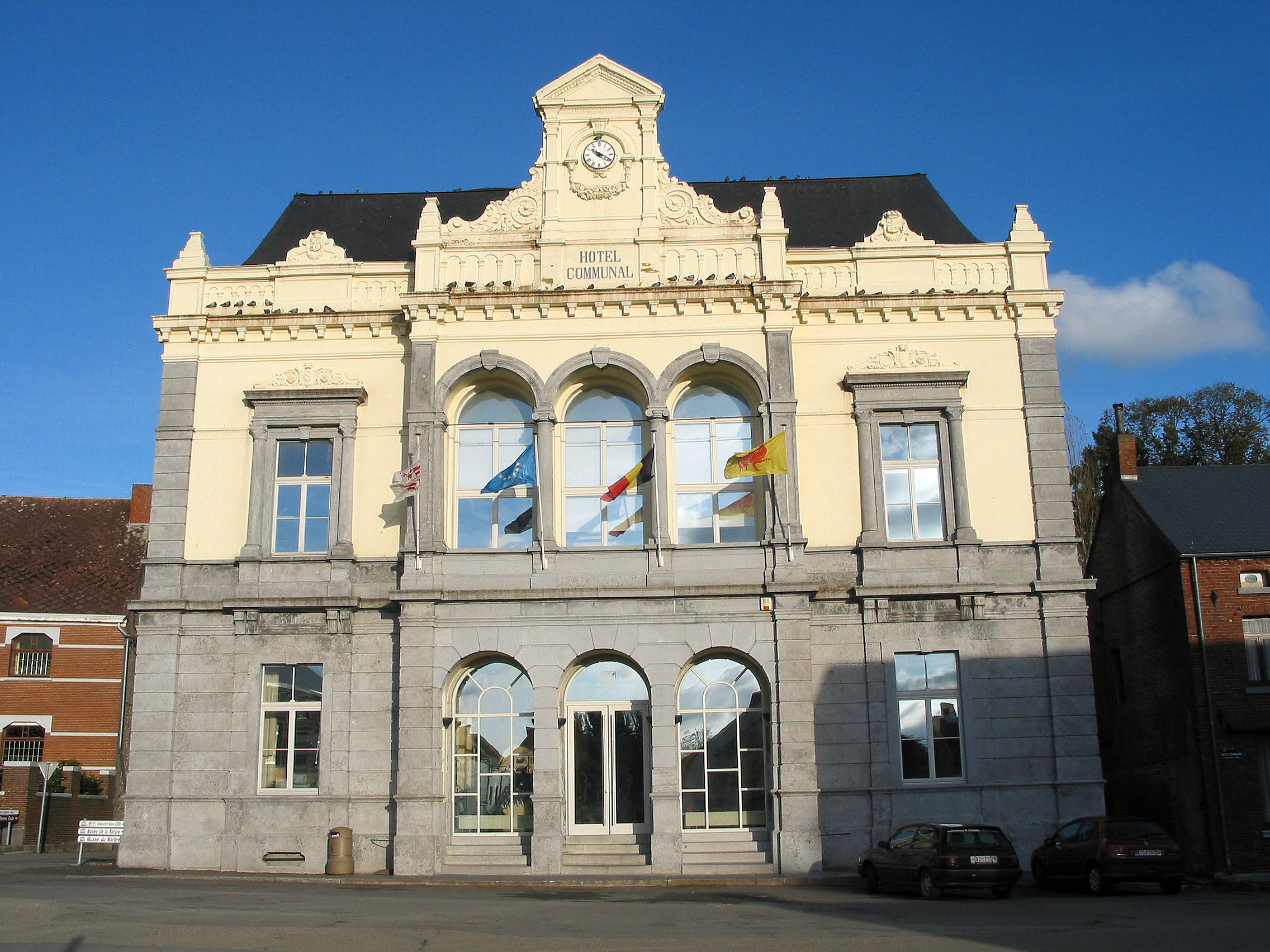
Rathaus
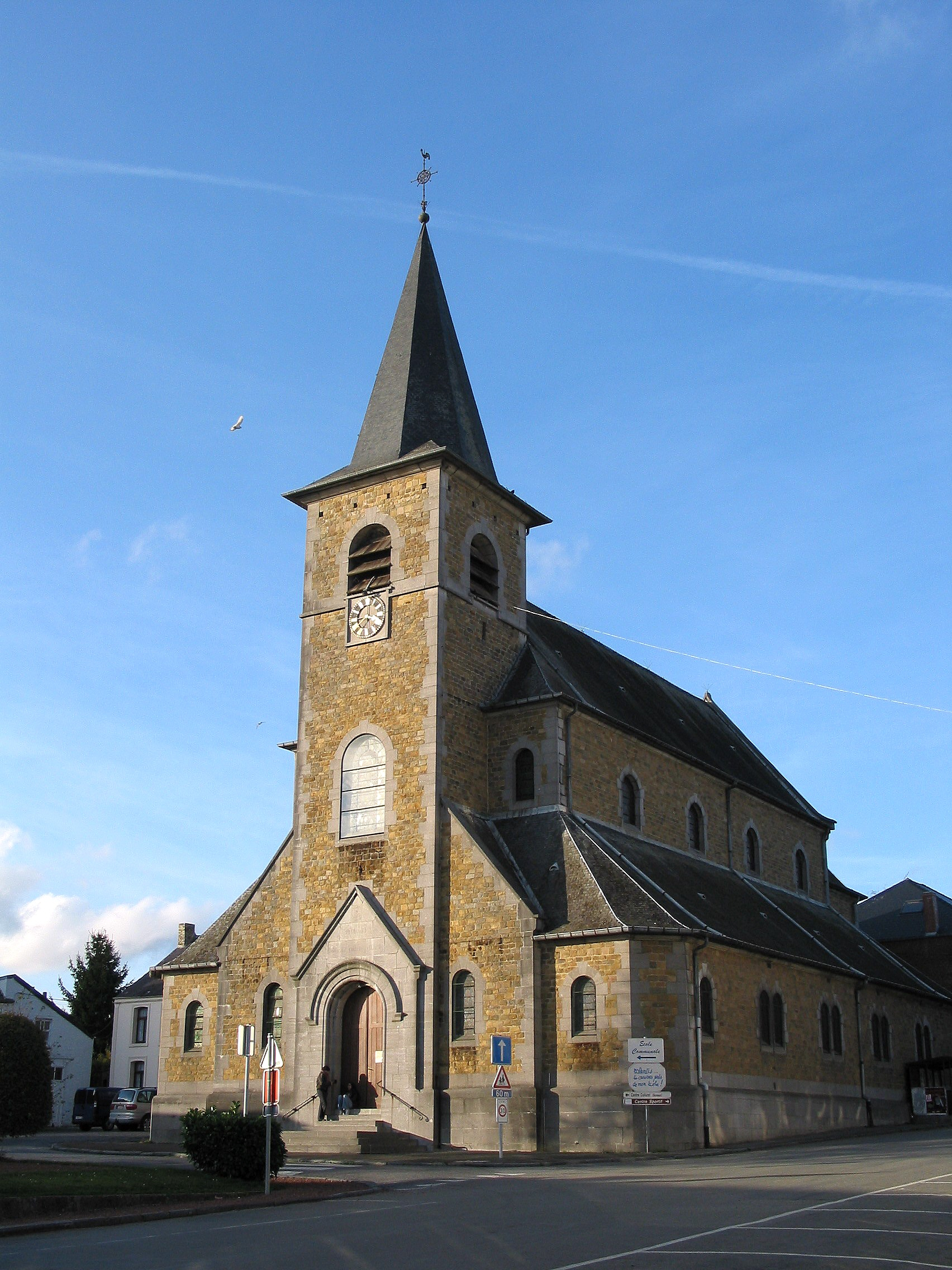
Kirche Sainte-Marie Médiatrice